# Pere Tomic
Pere Tomic (o Pere Tomich) (Bagá, siglo XV – † antes de 1481) fue un caballero e historiador catalán, autor de Histories e conquestes dels Reys de Arago e Comtes de Barcelona, y castellano del Castillo de Aristot (1446-1447).

## Obra
Histories e conquestes dels Reys de Arago e Comtes de Barcelona está dedicado a Dalmau de Mur, arzobispo de Zaragoza. La obra es un intento de historia general, obra característica del siglo XV y que, centrada en Cataluña, va desde la Creación, pasa por los primeros pobladores de la región, y llega hasta comienzos del reinado de Alfonso V de Aragón. Es una reivindicación del papel de la aristocracia militar frente a la monarquía absoluta, siendo características las largas listas de la nobleza aragonesa, valenciana y catalana que participó en las empresas bélicas -sobre todo marítimas- de la Corona de Aragón. Asimismo, la obra recoge diversas leyendas de la Corona de Aragón, como la de Galceran de Pinós y el rescate de las cien doncellas, milagro atribuido a San Esteban.
Las Histories fue acabada el 1438 en Bagá, pero no fue editada hasta 1495. Esta primera edición se hizo en Barcelona, y llevó por título Històries e conquestes de Cathalunya. Posteriormente, la obra fue retocada y continuada, y reeditada los años 1519 y 1534 con el nombre de Histories e Conquestes del reyalme Darago e principat de Cathalunya (donde llega hasta 1516), Volvió a ser editada en 1886, con el nombre de Historias e Conquestas Dels Excellentissims e Catholics Reys De Arago.